# Pierre Dupouy
Pour les articles homonymes, voir Dupouy.
Pas d'image ? Cliquez ici

a Compétitions nationales et continentales officielles uniquement.

Dernière mise à jour le 20 mars 2025.
Pierre Dupouy, né le 14 octobre 1996, est un joueur français de rugby à XV évoluant au poste de centre.
Son frère, Nicolas, est un ancien joueur de rugby et manager de l'AS Fleurance,.

## Carrière

### Formation
Pierre Dupouy commence le rugby à l'AS Fleurance avant de rejoindre, en cadet, le FC Auch Gers.
En 2015, il rejoint le centre de formation de la Section paloise.
En 2018, il joue la finale du championnat de France espoir en tant que capitaine de la formation paloise face aux espoirs de l'ASM Clermont Auvergne. Mais les espoirs palois s'inclinent sur le score de 24 à 19.

### En club
Durant ses quatre années paloise, Pierre Dupouy évolue essentiellement avec les Espoirs de la Section paloise. Ne faisant que quelques apparitions surtout en Challenge européen.
En 2019, il quitte le Béarn et s'engage pour une saison en Fédérale 1 avec l'US bressane. En mai 2020, il prolonge pour une saison supplémentaire avec l'US bressane. Il remporte avec l'US bressane le championnat de Nationale 2020-2021.
En mai 2022, il s'engage avec l'AS Fleurance et évoluera en Nationale 2 où le club gersois vient d'être promu.

## Palmarès
- 2018 : Vice-champion de France Espoirs avec la Section paloise.
- 2021 : Champion de Nationale avec l'US bressane.